# 149-й гвардейский истребительный авиационный полк
149-й гвардейский истребительный авиационный Краснознамённый полк (149-й гв. иап) — воинская часть Военно-воздушных сил (ВВС) Вооружённых Сил РККА, принимавшая участие в боевых действиях Великой Отечественной войны, после распада СССР вошедшая в состав ВВС Казахстана.

## Наименования полка

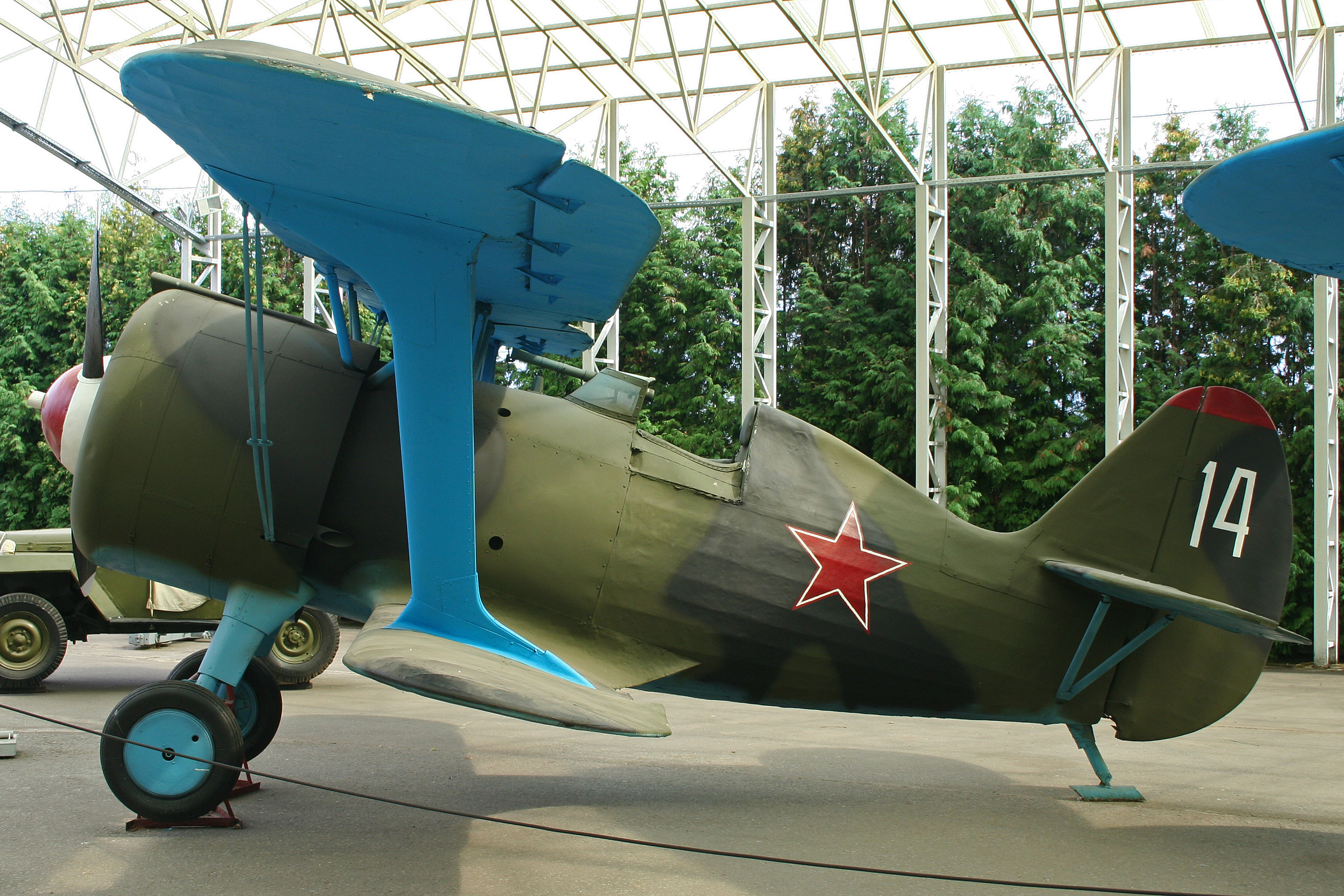
Самолёт И-15 бис

За весь период своего существования полк несколько раз менял своё наименование:
- 6-й истребительный авиационный полк;
- 149-й гвардейский истребительный авиационный полк;
- 149-й гвардейский истребительный авиационный Краснознамённый полк;
- 149-й гвардейский истребительный авиационный Краснознамённый полк ПВО;
- 149-й гвардейский авиационный Краснознамённый полк истребителей-бомбардировщиков;
- 149-й гвардейский бомбардировочный авиационный Краснознамённый полк;
- Войсковая часть 65229.

## Создание полка
149-й гвардейский истребительный авиационный полк образован 2 июля 1944 года путём переименования 6-го истребительного авиационного полка в гвардейский за образцовое выполнение боевых задач и проявленные при этом мужество и героизм на основании Приказа НКО СССР.

## В действующей армии
В составе действующей армии:
- с 02 июля 1944 года по 11 мая 1945 года, всего 313 дней.

|  | Як-3 | Як-7 | И-16 |

## Командиры полка
- капитан, майор, подполковник Моисеев Виктор Ильич[3], 25.07.1941 — 11.05.1942 (погиб)
- майор, подполковник Лукелий Фёдор Афанасьевич[3], 28.07.1942 — 25.12.1943
- майор, подполковник Зотов Матвей Иванович[3], 25.12.1943 — 01.1947

## В составе соединений и объединений
| Период        | Фронт (округ)               | армия                | корпус                                                 | дивизия                                             | примечание                                                         |
| ------------- | --------------------------- | -------------------- | ------------------------------------------------------ | --------------------------------------------------- | ------------------------------------------------------------------ |
| 02.07.1944 г. | 2-й Украинский фронт        | 5-я воздушная армия  | 3-й гвардейский истребительный авиационный корпус      | 13-я гвардейская истребительная авиационная дивизия | Як-9                                                               |
| 01.08.1945 г. | Южная группа войск          | 17-я воздушная армия | 3-й гвардейский истребительный авиационный корпус      | 13-я гвардейская истребительная авиационная дивизия | Як-3, Болгария                                                     |
| 01.10.1947 г. | Закавказский военный округ  | 7-я воздушная армия  | 3-й гвардейский истребительный авиационный корпус      | 13-я гвардейская истребительная авиационная дивизия | -                                                                  |
| 10.01.1949 г. | Закавказский военный округ  | 34-я воздушная армия | 72-й гвардейский истребительный авиационный корпус     | 13-я гвардейская истребительная авиационная дивизия | -                                                                  |
| 10.01.1954 г. | Туркестанский военный округ | 73-я воздушная армия | 72-й гвардейский истребительный авиационный корпус     | 13-я гвардейская истребительная авиационная дивизия | -                                                                  |
| 20.10.1954 г. | Туркестанский военный округ |                      | Туркестанский корпус ПВО                               | 100-я истребительная авиационная дивизия ПВО        | -                                                                  |
| 24.03.1960 г. | Туркестанский военный округ |                      | 30-й отдельный корпус ПВО                              | 15-я дивизия ПВО                                    | -                                                                  |
| 18.01.1963 г. | Туркестанский военный округ | 12-я армия ПВО       |                                                        | 15-я дивизия ПВО                                    | -                                                                  |
| 14.05.1971 г. | Туркестанский военный округ | 73-я воздушная армия | 24-я авиационная дивизия истребителей бомбардировщиков |                                                     | полк преобразован в авиационный полк истребителей-бомбардировщиков |
| 25.12.1975 г. | Туркестанский военный округ | 73-я воздушная армия |                                                        |                                                     | полк преобразован в бомбардировочный авиационный полк, Су-24       |
| 01.01.1992 г. | Туркестанский военный округ | 73-я воздушная армия |                                                        |                                                     | полк передан в ВВС Казахстана, Су-24                               |

## Участие в операциях и битвах

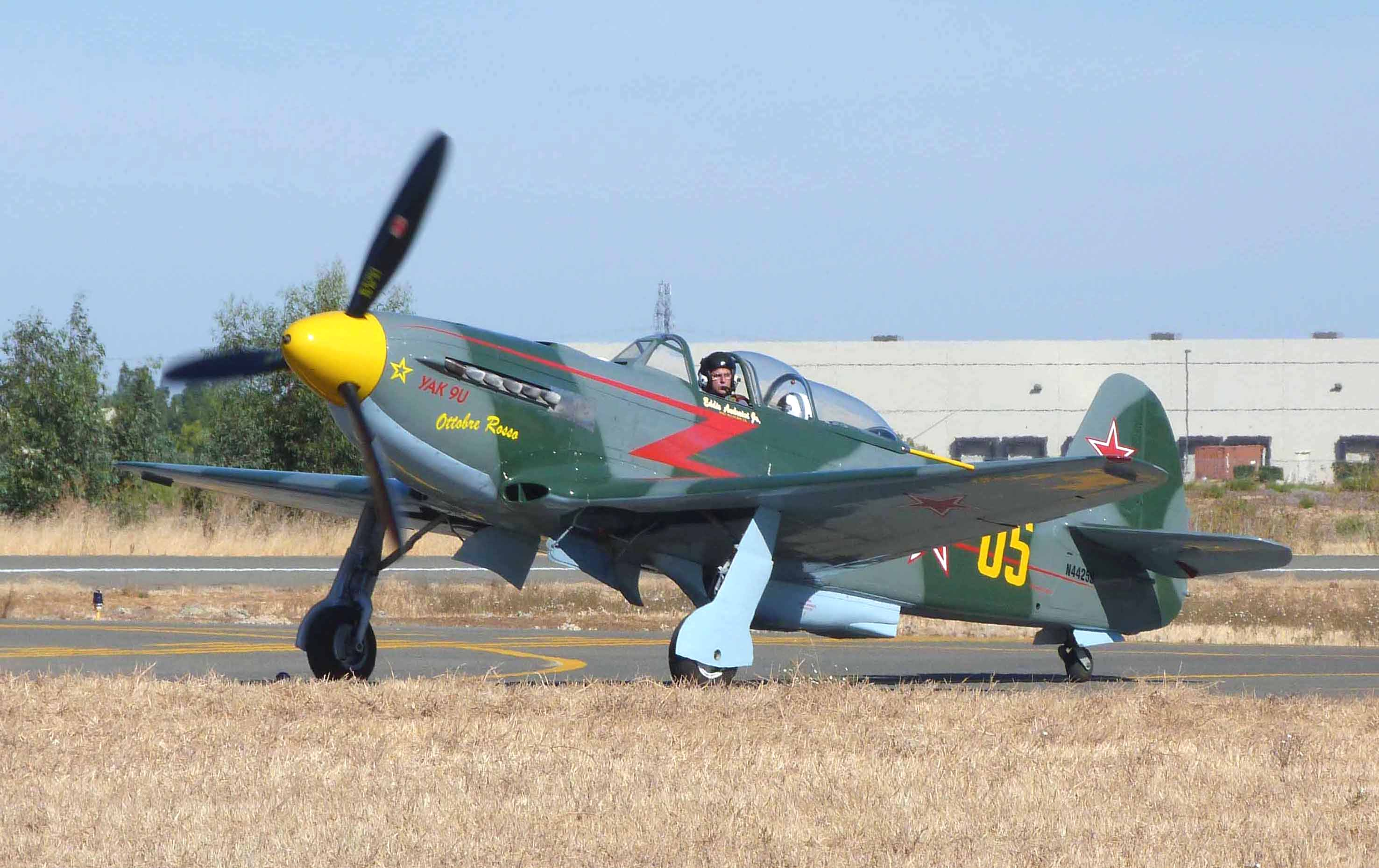
Як-9У

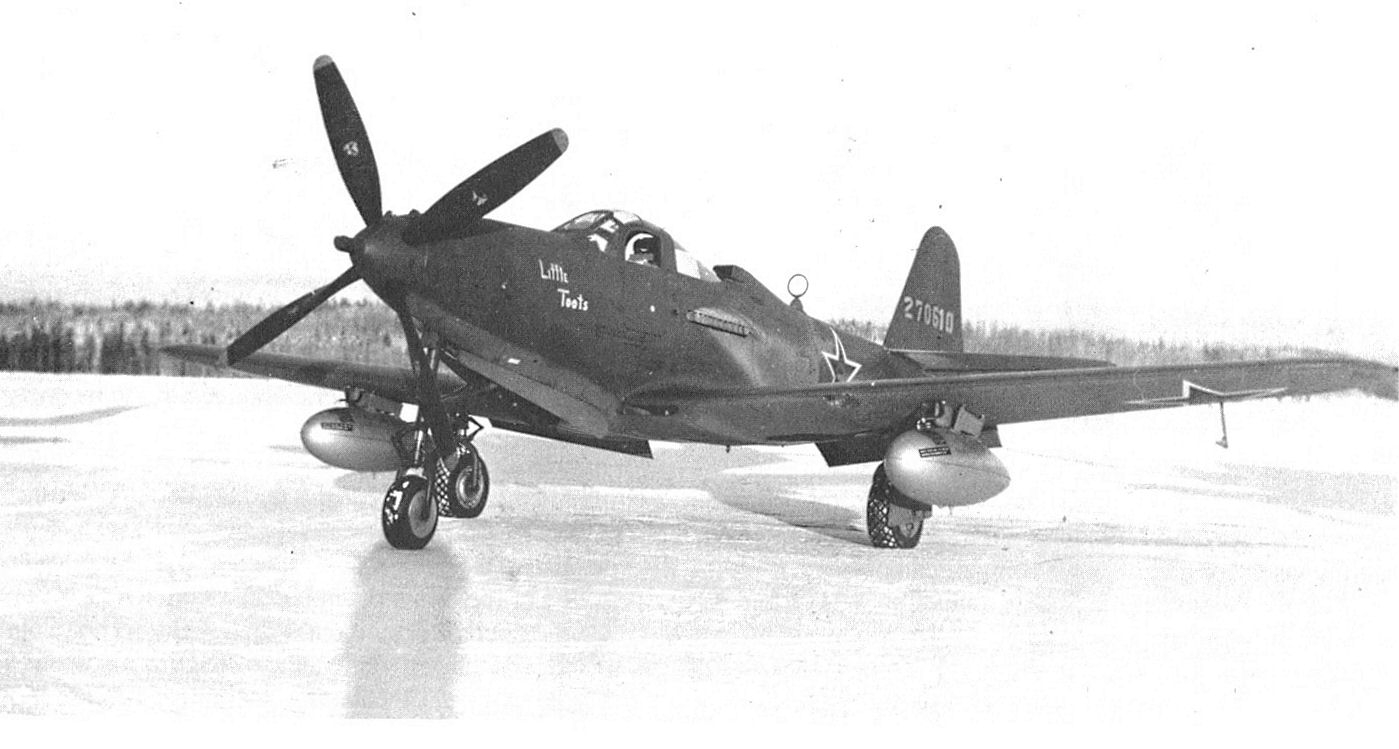
Bell P-63 Кингкобра

Великая Отечественная война (1944—1945):
- Ясско-Кишинёвская операция — с 20 августа 1944 года по 29 августа 1944 года.
- Белградская операция — с 28 сентября 1944 года по 20 октября 1944 года.
- Дебреценская операция — с 6 октября 1944 года по 28 октября 1944 года.
- Будапештская операция — с 29 октября 1944 года по 13 февраля 1945 года.
- Западно-Карпатская операция — с 12 января 1945 года по 18 февраля 1945 года.
- Балатонская оборонительная операция — с 6 марта 1945 года по 15 марта 1945 года.
- Братиславско-Брновская наступательная операция — с 25 марта 1943 года по 5 мая 1945 года.
- Пражская операция — с 6 мая 1945 года по 11 мая 1945 года

Боевые действия в ДРА:
- в период с февраля 1979 года по март 1980 года
- в период с апреля 1984 года по май 1984 года
- в период с сентября 1988 года по 11 января 1989 года

## Награды
- За образцовое выполнение боевых заданий командования в боях с немецкими захватчиками при овладении городом Будапешт и проявленные при этом доблесть и мужество 149-й гвардейский истребительный авиационный полк 5 апреля 1945 года Указом Президиума Верховного Совета СССР награждён орденом «Боевого Красного Знамени»[7]

## Благодарности Верховного Главнокомандующего

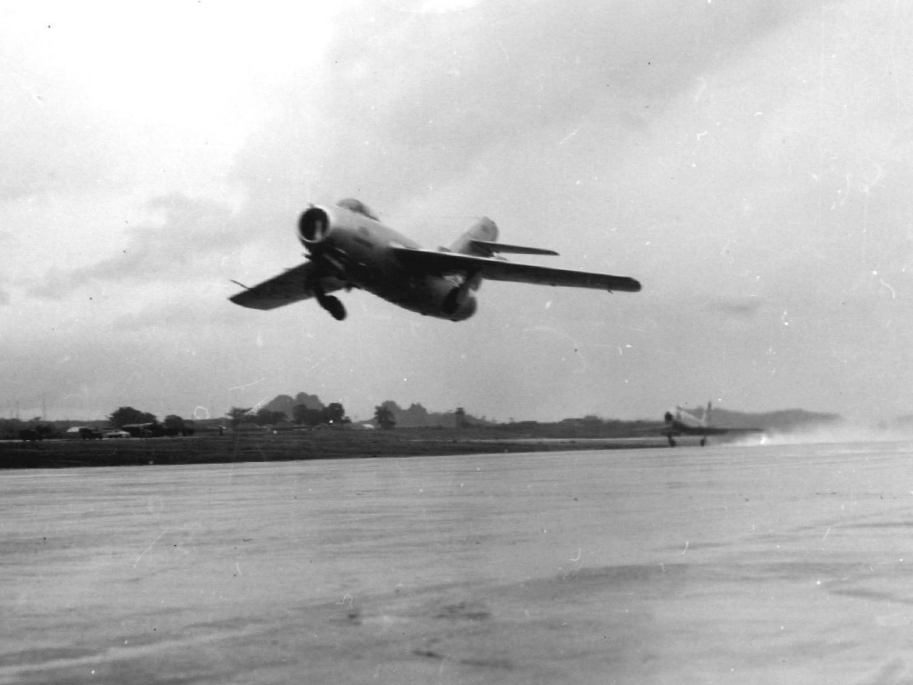
МиГ-15

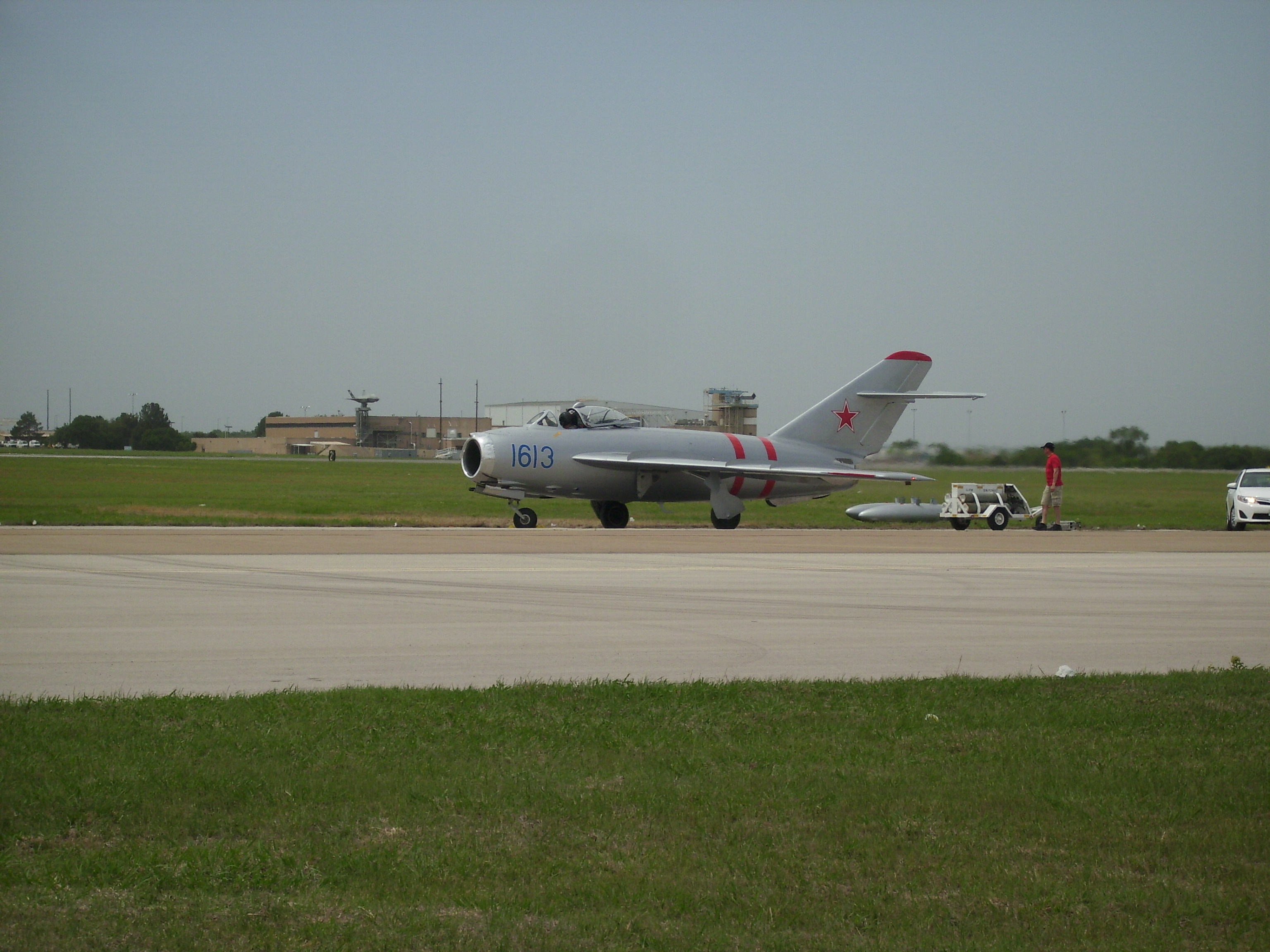
МиГ-17

Верховным Главнокомандующим дивизии объявлены благодарности:
- За овладение городами Яссы, Тыргу-Фрумос и Унгены[8]
- За овладение городам Дебрецен[9]
- За овладение городом Будапешт[10]
- За овладение Естергом, Несмей, Фельше-Галла, Тата, а также занятие более 200 других населённых пунктов[11]
- За овладение городами Комарно, Нове-Замки, Шураны, Комьятице, Врабле — сильными опорными пунктами обороны немцев на братиславском направлении[12]
- За овладение городами Трнава, Глоговец, Сенец — важными узлами дорог и опорными пунктами обороны немцев, прикрывающими подступы к Братиславе[13]
- За овладение важным промышленным центром и главным городом Словакии Братислава — крупным узлом путей сообщения и мощным опорным пунктом обороны немцев на Дунае[14]
- За овладение городами Малацки, Брук, Превидза, Бановце[15]
- За овладение городом Брно[16]
- За овладение городами Яромержице и Зноймо и на территории Австрии городами Голлабрунн и Штоккерау — важными узлами коммуникаций и сильными опорными пунктами обороны немцев[17]

## Статистика боевых действий
Всего за годы Великой Отечественной войны полком:
| Выполнено боевых вылетов | Сбито самолётов в воздухе | Уничтожено самолётов всего |
| ------------------------ | ------------------------- | -------------------------- |
| 7434                     | 221                       | 233                        |

Свои потери:
| Потеряно самолётов, всего | Погибло лётчиков всего |
| ------------------------- | ---------------------- |
| 110                       | 53                     |

## Базирование полка
- Райнталь, Австрия, 5.45 — 9.7.45
- Ямбол, Болгария, 9.7.45 — 5.10.47
- Граф-Игнатиево, Болгария, 5.10.47 — 3.1.48
- Чирчик, Ташкентская область, 3.1.48 — 5.71
- Николаевка, Алма-Атинская область, 5.71 — 01.01.1992

## Самолёты на вооружении
| Период      | Самолёты       |
| ----------- | -------------- |
| 1938 — 1941 | И-15 бис       |
| 1938 — 1942 | И-16           |
| 1942 — 1942 | ЛаГГ-3         |
| 1942 — 1943 | Як-1           |
| 1942 — 1944 | Як-7           |
| 1944 — 1945 | Як-3           |
| 1945 — 1950 | Як-9 М, Б      |
| 1950 — 1952 | Р-63 Кингкобра |
| 1952 — 1960 | МиГ-15 бис     |
| 1960 — 1975 | МиГ-17         |
| 1975 — 1980 | Як-25 М        |
| 1975 — 1980 | Як-28 И, ПП    |
| 1980 — 2010 | Су-24          |
| 1997 — 2010 | Су-24МР        |
| 2003 — 2012 | МиГ-29         |

|  |  |  |

## Расформирование полка
В связи с распадом СССР полк передан в состав Вооружённых сил Казахстана (аэр. Николаевка), в дальнейшем преобразован в 600-ю гвардейскую авиационную базу ВВС Казахстана с сохранением всех регалий полка. 